# Alexis Sinduhije
Alexis Sinduhije (* 5. Mai 1967 in Burundi) ist ein Journalist und Oppositionsführer. Er hat 2001 den Sender Radio Publique Africaine (RPA) gegründet, um Friedensanstrengungen zwischen Hutu und Tutsi in seinem vom Krieg zerrütteten Land zu fördern. Er zeichnete sich durch eine für Burundi ungewöhnliche, ausgleichende Berichterstattung aus, zudem hat er als Tutsi einen Kriegswaisen der Hutu adoptiert.
2008 wurde er von der TIME als einer der 100 einflussreichsten Personen gekürt.
Als Oppositionsführer wurde Sinduhije im November 2008 festgenommen und wegen Beleidigung des Präsidenten Pierre Nkurunziza angeklagt. Im März 2009 wurde die Anklage fallengelassen und Sinduhije aus dem Gefängnis Mpimba entlassen.

## Auszeichnungen
- 2004 CPJ International Press Freedom Awards